# Angriff auf Planned Parenthood in Colorado Springs 2015
Der Angriff auf Planned Parenthood in Colorado Springs 2015 war eine bewaffnete Attacke des Abtreibungsgegners Robert Lewis Dear gegen das Büro der Planned-Parenthood-Klinik in Colorado Springs am 27. November 2015. Dabei erschoss Dear drei Menschen, verwundete neun weitere und lieferte sich eine fünfstündige Schießerei mit der Polizei bis zu seiner Festnahme.

## Tathergang
Um 11:38 ging ein Notruf bei der Polizei in Colorado Springs ein. Der Anrufer berichtete von einem Schützen vor dem Büro der Planned Parenthood am 3480 Centennial Boulevard. Der Angreifer hatte einen langen Mantel an, schoss zunächst aus dem Heckfenster seines Wagens und verschanzte sich dann in der Klinik. Er erschoss im weiteren Verlauf den University of Colorado Police Officer Garrett Swasey (44), Jennifer Markovsky (36), Mutter von zwei Kindern und Ke’Arre Stewart (29 Jahre). Er verletzte neun Menschen, davon fünf Polizisten. Erst um kurz vor 17 Uhr konnte er fünf Stunden nach dem ersten Notruf festgenommen werden.
Kräfte des Colorado Springs Police Department, des Sheriff’s Office von El Paso und der State Patrol waren im Einsatz.

## Täter
Nach der Festnahme erklärte die Polizei, es handle sich um Robert Lewis Dear (* 1958). 
US-Abtreibungsgegner warfen „Planned Parenthood“ vor, die Organisation verkaufe Organe abgetriebener Föten. Planned Parenthood wies die Vorwürfe umgehend zurück. Der Tagesspiegel berichtete, Dear soll bei seiner Festnahme über „Babyteile“ gesprochen haben. Dears Bekannten zufolge vertrat er die Auffassung, dass Angriffe auf Abtreibungskliniken „Gottes Werk“ seien. In Gesprächen äußerte er seine Bewunderung für die radikalen Abtreibungsgegner des Netzwerks Army of God.

## Prozess
Bei einer ersten kurzen Verhandlung am 1. Dezember 2015 in Colorado Springs erklärte Richter Gilbert Martinez, die Anfangs-Anklage gegen Dears laute „Mord im ersten Grad“.
Am 12. Mai 2016 entschied ein Gericht in Colorado, Dear sei geisteskrank und deshalb nicht verhandlungsfähig; es  ordnete die Verlegung in eine psychiatrische Klinik an. Gegenüber einem Kriminalbeamten und Psychologen hatte Dear diverse Verschwörungstheorien zitiert und unter anderem geäußert, dass er Barack Obama für den Antichristen halte.